# Percheron
Percheron är en hästras från Frankrike som räknas som en av världens populäraste och elegantaste kallblodshästar och som ibland kallas "araben bland kallbloden", då den räknas som den ädlaste av de tyngre raserna . Det inofficiella dragrekordet på över 1500 kg över 15 fot (ca 4,5 meter) hålls av ett renrasigt Percheronsto i Australien. En amerikansk Percheron kallad Dr Le Gear hade en mankhöjd på 2,13 m och var under sin livstid världens då största levande häst.

## Historia
Percheronhästen härstammar från kalkstensområdena i Le Perche i Normandie, Frankrike. Percheronentusiaster menar att Percherons förfäder var de uråldriga inhemska hästarna som bar de franska riddarna vid slaget vid Poitiers år 732, då man slog de invaderande morerna. Dessa hästar stammade troligtvis från Skogshästen som levde i Europa sedan långt innan istiden.
Efter att de franska och spanska trupperna hade slagit morerna och drivit dem tillbaka till norra Afrika fick de franska uppfödarna lättare tillgång till arabiska fullblod och orientaliska Berberhästar. Det arabiska inflytandet blev ännu starkare under medeltiden när Robert, greve av Rotrou, importerade österländska hästar efter det första korståget (1096-1099) och även från sina resor till Spanien och Frankrike.  
Percheronhästarna blev kända både i Frankrike och runt om i Europa och de ättlingarna till de araber som använts för att förädla Percheronhästarna lånades sedan ut till kungliga stuteriet Le Pin år 1760. Genom att korsa dessa araber ytterligare en gång med det som på den tiden redan kallades Percheron fick man fram en lite lättare variant av de kallblodshästar som redan fanns i området. Man blandade även in en del av rasen Normandisk cob för att balansera ut hästen lite. En stambok uppfördes för hästarna 1883. 
Under 1800-talet användes Percheronhästarna som vagnshästar och stridshästar och mankhöjden var lite lägre än idag, cirka 150–160 cm. Men uppfödarna var smarta och matchade hästarna med efterfrågan och på slutet av 1800-talet var Percheronen tyngre, större och starkare. Uppfödarnas bästa period var mellan 1880 och 1920 då man exporterade massor av Percheronhästar till England, Nord - och Sydamerika, Australien och Sydafrika. År 1910 hade nästan 32 000 hästar registrerats i stamboken. Rasen har även en egen stambok i England sedan 1919. USA importerade den första Percheronhästen 1839 och kom sen att bli den absolut största kunden för uppfödarna. Man tror att det skickades mer än 5 000 hingstar och 2 000 ston enbart under 1880-talet 
När posten och stadstransporterna försvann från Paris och ersattes med motordrivna fordon så ändrades aveln till tyngre hästar, anpassad till jordbruk, men utan att förlora sin karaktär och sin arabiska utstrålning. Under mitten av 1900-talet mekaniserades jordbruken även i Europa och aveln minskade. Endast få bönder och Amishfolken i mellersta USA bevarade rasen i sina jordbruk. Men under 1960-talet skulle Percheronhästarna att gå upp lite i popularitet när man i USA började använda dem i parader, som körhästar och inom tävlingskörning. Även i Europa används de idag till körning och till skogsarbete.

## Egenskaper

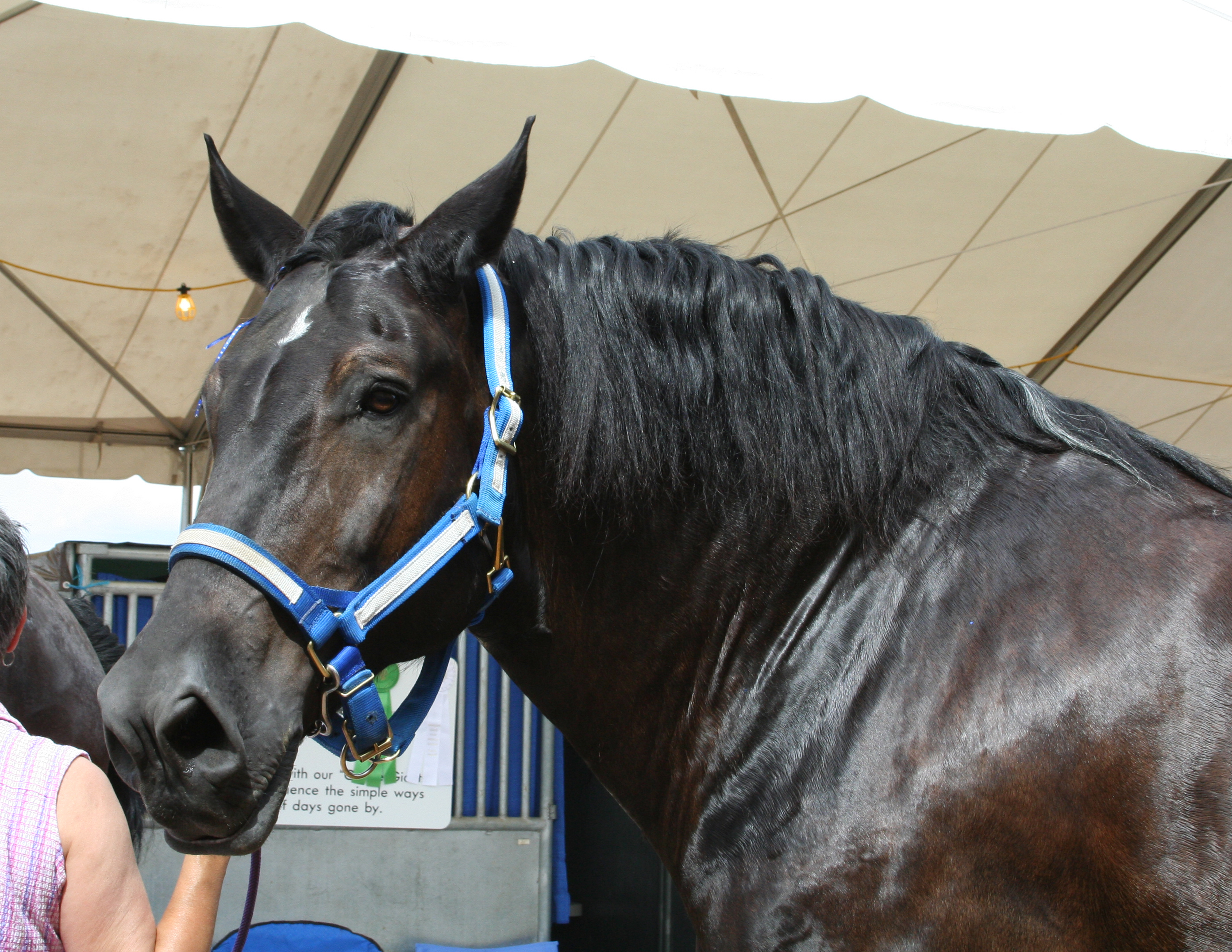
Huvudet hos Percheronhästar är mycket ädlare än hos andra kallblodshästar. Hos en del syns det arabiska inflytandet mycket tydligt i just huvudet.

Percheronhästens popularitet beror mycket på att man ibland riktigt tydligt kan se arabblodet i till exempel huvudet som kan ha det typiska trekantiga utseendet, stora ögon och ibland inåtbuktande nosprofil. Dessutom har Percheronen knappt något hovskägg som annars är vanligt på kallblod. Detta gör att karlederna är lättrengörliga och man slipper vanliga häståkommor som mugg och rasp. Benen på Percheron ser även väldigt kraftiga och starka ut utan allt hovskägg. 
Rasen har fått det absolut bästa från de två världarna. Styrkan och det lugna temperamentet från kallblodet och det arabiska blodet gör att rasen lätt anpassar sig till olika klimat och miljöer, samt har gjort Percheronhästarna uthålliga och ädla. På Falklandsöarna korsar man Percheron med den argentinska rasen Criollo för att ta fram "cowboyhästar" och i Australien avlar man för att få fram starka tävlingshästar. 
Percheronhästarna kan variera mycket i mankhöjd från enbart 150 cm och ända upp till 180 cm i mankhöjd, även om en del exemplar blivit upp till 2 meter eller över. Men genomsnittet ligger på cirka 160–170 cm. Hästarna är nästan alltid apelkastade gråskimmlar eller svart, men detta är inte lika vanligt. I vissa fall har även gråskimmelhästarna haft stänk av brunt i sin päls. Huvudet är oftast finskuret med stora ögon och ibland kan nosprofilen vara lätt inåtbuktad på grund av arabens inflytande, eller så är nosprofilen rak. Pannan är bred och öronen är små medan näsborrarna och ganascherna är ganska stora. Ryggen är kort och bred och väl musklad. Halsen är proportionerlig men ganska bred mot bogen. Man och svans växer sig lätt kraftiga och hästarnas svansar binds oftast upp i en knut när hästarna ska arbeta framför vagn. 
En amerikansk Percheron kallad Dr Le Gear hade en mankhöjd på 2,13 m och var under sin livstid världens största häst och ligger tvåa i världen totalt efter den Shirehingsten Sampson som var 2,19 m i mankhöjd. Världens största levande häst idag är en Brabanthäst vid namn Radar på 2 meter i mankhöjd.